# 西澤健一
西澤 健一（にしざわ けんいち、1978年 - ）は日本の作曲家、ピアニスト。

## 来歴
1978年東京生まれ。国立音楽大学音楽学部作曲学科中退。1998年8月、第3回福井ハープ音楽賞コンクール作曲部門奨励賞。1999年1月、ピアノ・デュオ作品による第5回国際作曲コンクール第1位、児玉賞。同年12月、第4回東京国際室内楽作曲コンクール第1位。2001年5月、6月にブリュッセルで個展を2回にわたり開催。自作自演を中心に演奏活動も積極的に行うほか、月刊「音楽現代」誌上でのコラムの連載、演劇への出演など、多方面で活動している。

## 主な作品
- 七人の奏者のための室内交響曲（2001）
- 無伴奏チェロソナタ（2002）
- 金管五重奏曲（2005）
- 音楽の常談 へ長調（2005）
- 連弾のための交響的ソナタ（2008）